# Elaphoglossum productum
Elaphoglossum productum är en träjonväxtart som beskrevs av Eduard Rosenstock. Elaphoglossum productum ingår i släktet Elaphoglossum och familjen Dryopteridaceae. Inga underarter finns listade.